# Dobrić (Atyina)
Dobrić falu Horvátországban Verőce-Drávamente megyében. Közigazgatásilag Atyinához tartozik.

## Fekvése
Verőcétől légvonalban 30, közúton 43 km-re délkeletre, községközpontjától 5 km-re délkeletre, a Papuk-hegység területén, a Ceralinca-patak partján fekszik.

## Története
A település a 18. században Dobrić Mala néven keletkezett Sekulinci nyugati településrészeként, de önálló település csak 1953-ban lett. 1991-ben lakosságának 97%-a szerb nemzetiségű volt. A délszláv háború idején a település 1991 októberének elején már szerb ellenőrzés alatt volt. A horvát hadsereg 136. slatinai dandárja az Orkan-91 hadművelet során 1991. december 15-én foglalta vissza. A lakosság elmenekült. 2011-ben már nem volt állandó lakossága.

## Lakossága
| Lakosság változása | Lakosság változása | Lakosság változása | Lakosság változása | Lakosság változása | Lakosság változása | Lakosság változása | Lakosság változása | Lakosság változása | Lakosság változása | Lakosság változása | Lakosság változása | Lakosság változása | Lakosság változása | Lakosság változása | Lakosság változása |
| ------------------ | ------------------ | ------------------ | ------------------ | ------------------ | ------------------ | ------------------ | ------------------ | ------------------ | ------------------ | ------------------ | ------------------ | ------------------ | ------------------ | ------------------ | ------------------ |
| 1857               | 1869               | 1880               | 1890               | 1900               | 1910               | 1921               | 1931               | 1948               | 1953               | 1961               | 1971               | 1981               | 1991               | 2001               | 2011               |
| 0                  | 0                  | 0                  | 0                  | 0                  | 0                  | 0                  | 0                  | 130                | 134                | 127                | 112                | 84                 | 64                 | 4                  | 0                  |

(1948-ban településrészként, 1953-tól önálló településként.)